# Aeroporto de Caen-Carpiquet
O aeroporto de Caen-Carpiquet é um aeroporto do departamento de Calvados. Este aeródromo está aberto ao tráfego comercial nacional e internacional, regular ou não, aos aviões privados, aos voos por instrumentos e aos VFR. Em 2008 o aeroporto teve 107898 passageiros.